# Тяжельников Євген Михайлович
Євген Михайлович Тяжельников (7 січня 1928, село Верхня Санарка, тепер Пластовського району Челябінської області, Російська Федерація — 15 грудня 2020, Москва) — радянський комсомольський і партійний діяч, дипломат, 1-й секретар ЦК ВЛКСМ. Член ЦК КПРС у квітні 1971 – червні 1990. Депутат Верховної Ради СРСР 7—10-го скликань. Кандидат історичних наук (1960), доцент (1962).

## Біографія
Народився у селянській родині. У 1943 році вступив до комсомолу. Навчався в школі, чергував у військовому госпіталі.
У 1950 році закінчив Челябінський державний педагогічний інститут. Обирався секретарем бюро ВЛКСМ факультету, членом комітету ВЛКСМ педагогічного інституту.
З 1950 року — асистент кафедри марксизму-ленінізму, секретар комітету ВЛКСМ Челябінського державного педагогічного інституту. Член ВКП(б) з 1951 року.
У 1952—1953 роках — заступник завідувача відділу пропаганди і агітації Челябінського обласного комітету ВЛКСМ.
У 1953—1956 роках — аспірант при кафедрі марксизму-ленінізму Челябінського державного педагогічного інституту.
У 1956—1961 роках — старший викладач кафедри марксизму-ленінізму, секретар партійного бюро Челябінського державного педагогічного інституту.
У 1961—1964 роках — ректор Челябінського державного педагогічного інституту.
У 1964—1968 роках — секретар Челябінського обласного комітету КПРС з питань ідеології.
12 червня 1968 – 27 травня 1977 року — 1-й секретар ЦК ВЛКСМ.
У травні 1977 – грудні 1982 року — завідувач відділу пропаганди ЦК КПРС.
27 грудня 1982 – 7 червня 1990 року — надзвичайний і повноважний посол СРСР у Соціалістичній Республіці Румунії. Потім був у розпорядженні Міністерства закордонних справ СРСР.
З 1990 року — на пенсії у Москві. Професор Московського інституту молоді. З 2001 року обраний головою московського земляцтва «Челябінці».

## Нагороди та звання
- два ордени Леніна (1971, 6.01.1988)
- орден Жовтневої Революції (1976)
- орден Трудового Червоного Прапора (1966)
- орден Дружби народів (14.11.1980)
- медалі